# 羅馬保衛戰
羅馬保衛戰 這一表述（概念上也指「德國佔領羅馬」）指的是從1943年9月8日開始，在卡西比爾停戰協定簽署後的幾天內，在意大利首都及其周邊地區發生的事件，以及部署在城市南北的德國國防軍根據阿道夫·希特勒為應對意大利叛逃而製定的作戰指令（阿奇斯）作戰的軍事指令立即採取的軍事反應。 
由於缺乏城市防禦的組織計劃和對德國佔領的協調軍事抵抗，以及維克托·伊曼紐爾三世與宮廷、政府首腦和軍事領導人同時逃亡，該城市很快被納粹德國的軍隊攻占，而意大利皇家軍隊和平民的抵抗毫無組織，缺乏統一的命令，約 1,000 人死在戰場上。
許多方面都將義大利軍隊的迅速崩潰歸咎於軍事和政治領導層，指責他們故意未能安排好保衛城市所需的一切。